# Sebastião Xavier do Amaral Sarmento Mena
Sebastião Xavier do Amaral Sarmento Mena (Rio Pardo, 23 de novembro de 1809 - Rio Pardo, junho de 1893) foi um militar, advogado e poeta brasileiro.
Filho de Francisco Xavier Sarmento Mena e de Rosália Brígida de Carvalho, irmão de Francisco de Paula do Amaral Sarmento Mena e de Antônio Manuel do Amaral Sarmento Mena.
Pertenceu ao Partido Farroupilha, escreveu poesias de exaltação à República.
Lutou na Revolução Farroupilha, onde foi deputado à Assembleia Constituinte da República Rio-Grandense, em 1840,, onde fez parte do Partido da Minoria, junto com Antônio Vicente da Fontoura e Onofre Pires.
Pacificado o Rio Grande do Sul, foi promotor público por cerca de trinta anos em Rio Pardo, desde 20 de dezembro de 1866.  Destacou-se também na luta pela abolição da escravatura e na propaganda republicana.
Dante de Laytano reuniu e publicou seus textos em Obras completas, editado em 1933.